# Pächterhaus (Ziebigk)

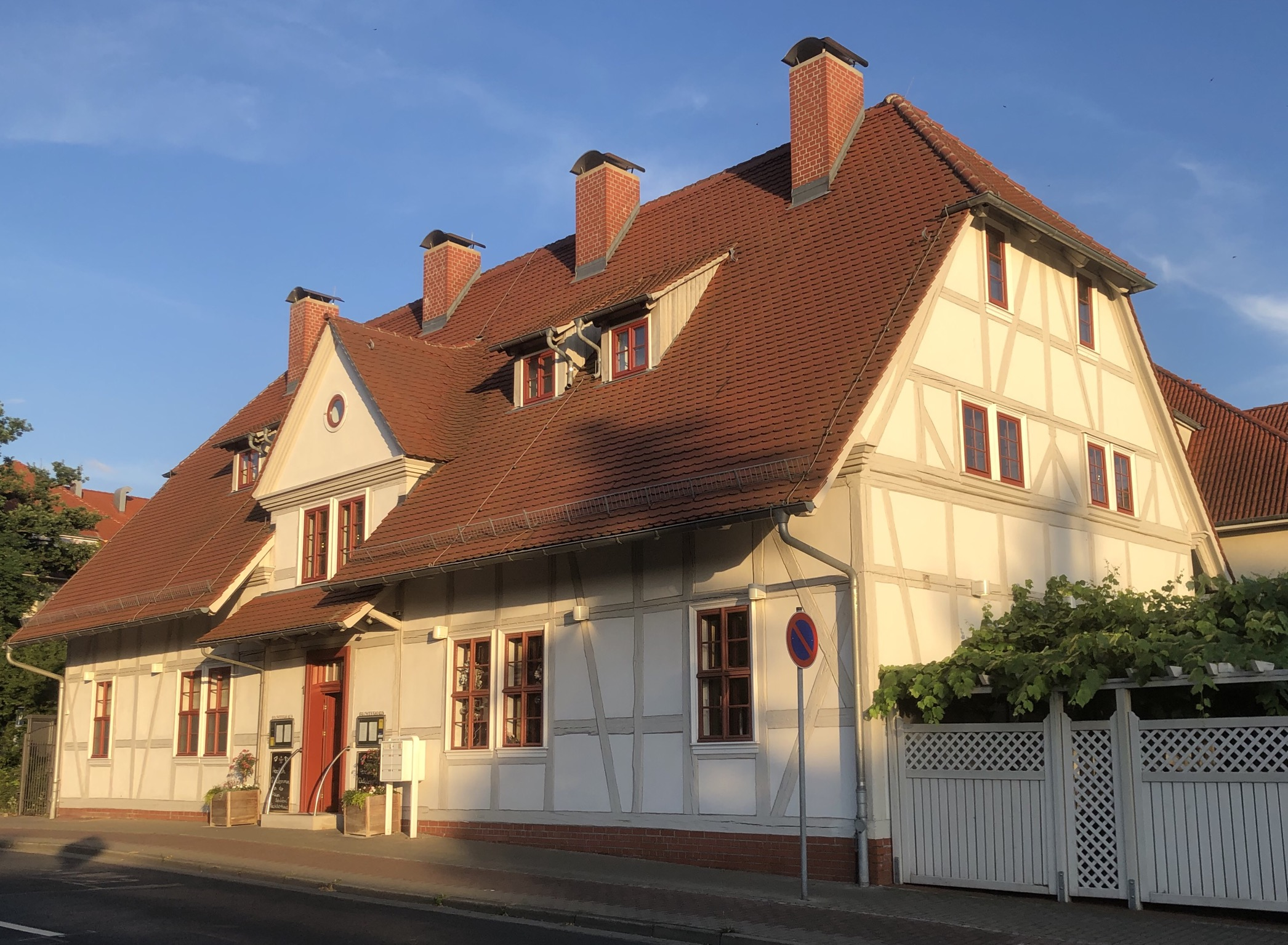
Pächterhaus, 2020

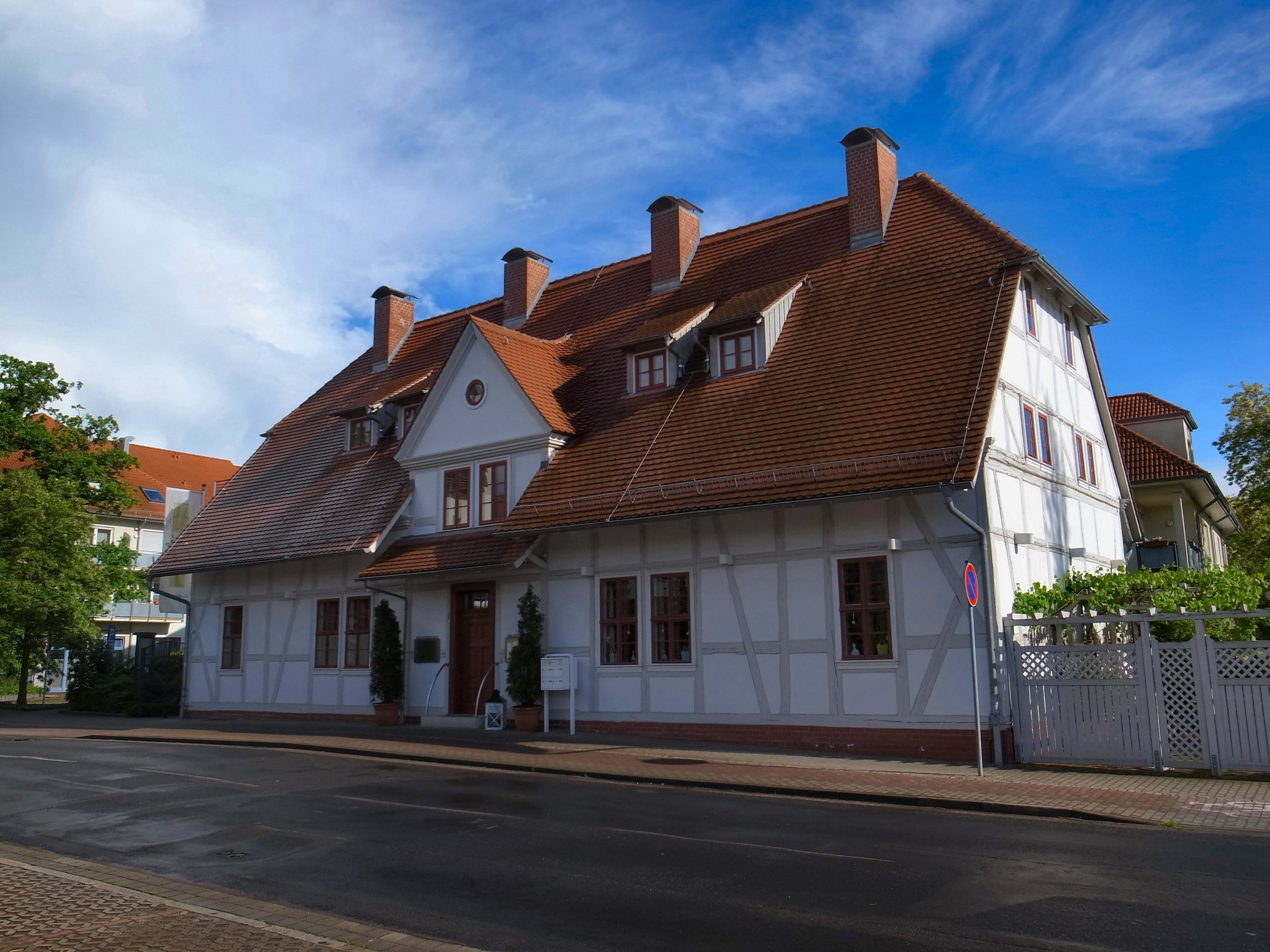
2014

Das Pächterhaus ist ein denkmalgeschütztes Gebäude in Dessau-Roßlau in Sachsen-Anhalt. Im Haus wurde bis Ende August 2022 das Restaurant Alte Schäferei betrieben.

## Lage
Es befindet sich schräg gegenüber der Christuskirche auf der Südseite der Kirchstraße im Dessauer Stadtteil Ziebigk an der Adresse Kirchstraße 1. Westlich des Gebäudes verläuft die Brunnenstraße.

## Architektur und Geschichte
Das Fachwerkhaus wurde nach einer Bauinschrift im Jahr 1743 errichtet. Es ist das älteste erhaltene Gebäude in Ziebigk. Von 1845 bis 1900 war Christoph Krüger Besitzer des Gebäudes. Nach längerem Leerstand und Verfall erwarb im Jahr 1999 die Stadtsparkasse Dessau das Haus und sanierte es grundlegend. Ab dem Jahr 2001 wurde im Gebäude gehobene Gastronomie angeboten. Die Zeitschrift Der Feinschmecker zählte das Restaurant zu den 500 besten in Deutschland. Ende 2017 wurde der Betrieb eingestellt. Nach einer zweimonatigen Renovierung wurde dann im Mai 2018 unter Anknüpfung an das vorherige gehobene Konzept der Betrieb jedoch von neuen Betreibern und mit dem Namen Alte Schäferei fortgesetzt, wobei auch der Name Pächterhaus in der Firmierung weiter genutzt wird.
Zum Ende August 2022 wurde aufgrund hoher zu erwartender energetischer Kosten der Restaurantbetrieb eingestellt.
Im örtlichen Denkmalverzeichnis ist das Pächterhaus unter der Erfassungsnummer 094 40106 als Baudenkmal verzeichnet.